# Satyagraha
El satyagraha (en sànscrit: सत्याग्रह satyāgraha), traduït lliurement com la "força de l'ànima" o la "força de la veritat" és una particular filosofia i una pràctica dins de la categoria més àmplia generalment coneguda com a resistència no-violenta o resistència civil. El terme "satyagraha" va ser concebut i desenvolupat per Mohandas Gandhi. Ell va desplegar el satyagraha en el moviment d'independència de l'Índia, i també durant les seves lluites anteriors a Sud-àfrica. La teoria de la satyagraha influencià en la lluita de Nelson Mandela en Sud-àfrica sota l'apartheid, en les campanyes de Martin Luther King durant el moviment afroamericà pels drets civils en els Estats Units, i molts altres moviments similars per la justícia social.
 Una persona que pràctiques satyagraha és un satyagrahi.

## Origen i significat del nom
El terme es va originar en una competició en els fulls de notícies de l'Indian Opinion a Sud-àfrica el 1906. Fou una adaptació de Gandhi d'una de les entrades d'aquesta competició. "Satyagraha" és una paraula composta per la crasi de les paraules en sànscrit satya (que significa "veritat") i agraha ("insistència", o "mantenir-se ferm en"). Per Gandhi, satyagraha anava molt més enllà de la mera "resistència passiva" i es va convertir en la força en la pràctica dels mètodes no-violents. En les seves paraules:
"La veritat (satya) implica amor, i fermesa (agraha) generació i, per tant, serveix com un sinònim de força. Així és com vaig començar a anomenar al moviment de l'Índia, Satyagraha, és a dir, la Força que neix de la Veritat i l'Amor o la no-violència, i li vaig donar l'ús de la frase resistència passiva; fins al punt que fins i tot escrivint en anglès sovint evitem utilitzar resistència passiva, o alguna altra frase equivalent en anglès, i al seu lloc utilitzem la mateixa paraula satyagraha".
En una carta del setembre de 1935 a P.K. Rao, funcionari de l'India Society, Gandhi discuteix que la seva idea (de Gandhi) de la desobediència civil era una adaptació dels escrits de Thoreau.
"L'afirmació que jo havia obtingut la meva idea de la desobediència civil dels escrits de Thoreau és incorrecte. La resistència a l'autoritat en el sud d'Àfrica havia avançat molt abans que hagués llegit l'assaig de Thoreau sobre la desobediència civil. El moviment de llavors es coneixia com a resistència passiva. Com que el seu significat era incomplet, vaig encunyar la paraula satyagraha per als lectors de Gujarati. Quan vaig veure el títol de l'assaig de gran Thoreau, vaig començar a utilitzar aquella frase (desobediència civil) per explicar la nostra lluita als lectors anglesos. Però em vaig adonar que fins i tot la desobediència civil no transmet el significat complet de la lluita. Per tant, vaig adoptar la frase de resistència civil. La no-violència va ser sempre una part integral de la nostra lluita."
Gandhi ho va descriure de la següent manera:
També ho he anomenat la força de l'amor o la força de l'ànima. En l'aplicació de la satyagraha, vaig descobrir ja en les primeres etapes de recerca de la veritat que la violència no ha de ser infringida en l'adversari, sinó que a l'adversari se l'ha alliberar de l'error per la paciència i la compassió. Pot succeir que la veritat d'un mateix pugui semblar un error a l'altra persona. I la paciència significa auto-sofriment. Pel que la doctrina ve a significar la reivindicació de la veritat, no per la imposició de sofriment sobre l'oponent, sinó en un mateix.

### Diferència de "resistència passiva"
Gandhi distingia entre satyagraha i la resistència passiva en la següent carta: 
"Havia fet la distinció entre la resistència passiva com s'entén i es practica a l'Oest i el satyagraha, abans que hagués desenvolupat la doctrina de la segona en tota la seva extensió lògica i espiritual. Sovint havia utilitzat "resistència passiva" i "satyagraha" com a termes sinònims: però a mesura que la doctrina del satyagraha s'ha desenvolupat, ambdues expressions han deixat de ser sinònimes; ja que la resistència passiva ha admès la violència com en el cas dels sufragistes i ha estat universalment reconeguda com l'arma dels febles. D'altra banda, la resistència passiva no necessàriament implica l'adhesió plena a la veritat sota qualsevol circumstància. Per tant, el satyagraha és diferent en tres elements essencials: el satyagraha és l'arma dels forts, assumeix la no-violència sota qualsevol circumstància, i que sempre s'insisteix en la veritat. Crec que he fet la distinció prou clara"

## La teoria de Satyagraha

### La definició d'èxit
Avaluar el grau en què les idees de Gandhi de satyagraha van ser o no un èxit en la lluita d'independència de l'Índia és una tasca complexa. Judith Brown ha suggerit que "es tracta d'una estratègia política i tècnica que, pels seus resultats, depèn de particularitats històriques." L'opinió de Gandhi es diferencia de la idea que la meta en un conflicte és necessàriament la de vèncer a l'oponent o frustrar els objectius de l'oponent, o d'assolir amb els objectius d'un mateix tot i els esforços contraris de l'oponent. En el satyagraha, per contra, aquests no són els objectius. "L'objectiu del satyagrahi és convertir, no per coacció, el malfactor." L'èxit es defineix com la cooperació amb l'adversari per complir amb una finalitat justa que l'oponent està obstruint sense voler. Per tal que aquesta cooperació es dugui a terme, l'oponent ha de ser convertit, si més no en la mesura que deixi d'obstruir en la consecució del fi just.

### Mitjans i fins
La teoria del satyagraha veu que mitjans i fins són inseparables. Per tant, és contradictori tractar d'utilitzar mitjans injustos per obtenir la justícia o tractar d'usar la violència per obtenir la pau. Com Gandhi va escriure: "Ells diuen, 'els mitjans són, després de tot, els mitjans'. Jo diria, 'els mitjans són, després de tot, el tot". Com són els mitjans així és la fi... "
Gandhi va usar un exemple per explicar això:

Si et vull privar del teu rellotge, sens dubte hauré de lluitar per ell, i si et vull comprar el rellotge, hauré de pagar per ell, i si el vull com a regal, hauré de pregar per ell; i, d'acord amb els mitjans que empri, el rellotge serà una propietat robada, la meva propietat, o una donació.

Gandhi va rebutjar la idea que la injustícia podria, o fins i tot hauria, de ser combatuda "per qualsevol mitjà necessari" - si s'utilitza la violència, coaccions, mitjans injustos, qualsevol fi produït necessàriament contindrà la injustícia. Per a aquells que prediquen la violència i anomenen covards als activistes no-violents, ell (Gandhi) va respondre: "Jo crec que, quan només hi ha una elecció entre la covardia i la violència, jo aconsellaria la violència.... Prefereixo recórrer a les armes per defensar a l'Índia en l'honor que se li deu, que ser o seguir sent un testimoni impotent de la seva pròpia deshonra, d'una manera covarda.... Però crec que la no-violència és infinitament superior a la violència, el perdó és més viril que el càstig."

### Satyagraha contra Duragraha
L'essència del satyagraha és tractar d'eliminar els antagonismes sense danyar als antagonistes d'aquests, en comparació a la resistència violenta, que té la intenció de causar dany a l'adversari. El satyagrahi, per tant, no tracta de posar fi o destruir la relació amb l'antagonista, sinó que busca la transformació o "purificar" a un nivell superior. Un eufemisme utilitzat de vegades pel satyagraha és que es tracta d'una "força silenciosa" o una "força de l'ànima" (un terme també utilitzat per Martin Luther King en el seu famós discurs "I have a dream"). Que arma a la persona amb un poder moral, més gran que la força física. El satyagraha és també anomenat "força universal", ja que en essència "no fa distinció entre coneguts i estranys, joves i vells, homes i dones, amics i enemics."
Gandhi va contrastar satyagraha (agafar-se a la veritat) amb "duragraha" (agafar-se per la força), per tal d'il·lustrar la diferència. Ell va escriure: "No ha d'haver cap impaciència, cap barbàrie, sense insolència, sense pressions indegudes. Si volem conrear un veritable esperit de democràcia, no podem donar-nos el luxe de ser intolerants. La intolerància revela la manca de fe en la causa."
La desobediència civil i la manca de cooperació tal com es practica en el satyagraha es basen en la "llei del patiment", una doctrina que indica que la resistència en el patiment és un mitjà per ssolir un fi. La fi implica una elevació o progrés morals d'un individu o de la societat. Per tant, la no-cooperació en el satyagraha és en realitat un mitjà per assegurar la cooperació clara de l'oponent amb la veritat i la justícia.

## Satyagraha en conflictes a gran escala
Quan s'utilitza satyagraha en un conflicte polític a gran escala amb la desobediència civil, Gandhi creia que el satyagrahis han de rebre una preparació per assegurar la disciplina. Ell va escriure que és "només les persones que han demostrat la seva lleialtat activa per obeir moltes de les lleis de l'Estat és quan adquireixen el dret a la desobediència civil."
Per tant, a formar part de la disciplina que satyagrahis:
1. Apreciar les altres lleis de l'Estat i obeir-les voluntàriament
2. Tolerar aquestes lleis, fins i tot quan no són convenients
3. Estar disposats a sotmetre's a patiment, pèrdua de la propietat, i a suportar el sofriment que pot ser infligit a la família i amics[17]

Aquesta obediència ha de ser, no tan sols que no sigui de mala gana, sinó extraordinària:

... Un home honest, respectable, de sobte no es posarà a robar si no hi ha una llei contra el robatori, però, d'entrada, aquest home no sentirà cap remordiment per l'incompliment de la norma de portar el llum de la bicicleta encesa durant la nit. ... Però ell voldrà complir amb aquesta norma, ni que sigui per escapar de les molèsties de fer front a un judici per una violació de la regla. Aquest compliment no és, però, l'obediència voluntària i espontània que cal un satyagrahi.

### Principis pels satyagrahis
Gandhi va imaginar el satyagraha, no només com una tàctica per a ser utilitzada en la lluita política aguda, sinó com un sistema universal contra la injustícia i el mal. Va sentir que era igualment aplicable a gran escala, en la lluita política i en els conflictes interpersonals, i que s'hauria d'ensenyar a tothom.
Va fundar el Ashram Sabarmati per ensenyar satyagraha. -Va demanar als satyagrahis que seguissin els següents principis:
1. La no-violència (ahimsa)
2. La veritat - que incloent l'honestedat, va més enllà del que significa, per viure plenament d'acord amb i en devoció al que és veritable
3. No robar
4. Castedat (brahmacharya) - que a més d'incloure la castedat sexual, també comporta la subordinació d'altres desitjos sensuals a la devoció principal a la veritat
5. La no-possessió (que no és el mateix que la pobresa)
6. Cuidar el cos i preparar el pa
7. Control el paladar
8. Intrepidesa
9. El mateix respecte per a totes les religions
10. Estratègia econòmica, com el boicot (swadeshi)
11. Llibertat pels intocables

En una altra ocasió, ell va confegir una llista de set regles "essencials per a tots els satyagrahi a l'Índia":
1. Tenir una fe viva en Déu
2. Creure en la veritat i la no-violència i tenir fe en la bondat inherent de la naturalesa humana que espera evocar el patiment en l'esforç del satyagraha
3. Portar una vida casta, i estar disposats a morir o perdre totes les possessions
4. Ser un usuari habitual del khadi
5. Abstenir-se de consumir alcohol i altres substàncies tòxiques
6. Dur a terme de bon grat totes les regles de disciplina que s'emeten
7. Obeir les regles de la presó a menys que estiguin especialment dissenyades per ferir l'amor propi

### Regles per a les campanyes de satyagraha
Gandhi va proposar una sèrie de regles per satyagrahis a seguir en una campanya de resistència:
1. Viure sense ira
2. Patir la ira de l'oponent
3. No prendre represàlies als atacs o al càstig
4. Sotmetre's voluntàriament a la detenció o a la confiscació de la propietat
5. Si ets un administrador de la propietat, defensar la propietat (no-violenta) de la confiscació de la seva vida
6. No maleir o jurar
7. No insultar als oponents
8. Ni saludar, ni insultar la bandera del teu oponent o insultar als seus líders
9. Si algú intenta insultar o assaltar al teu oponent, defensa'l (amb no-violència) amb la teva vida
10. Com a presoner, comportar-se de manera cortesa i obeir els reglaments penitenciaris (excepte els que siguin contraris al respecte en un mateix)
11. Com a presoner, no demanar un tracte de favor especial
12. Com a presoner, no dejunar en un intent de guanyar/millorar condicions (que no impliquin cap dany a la teva dignitat) de l'empresonament
13. Obeir amb alegria les ordres dels líders de l'acció de desobediència civil
14. No triar quines ordres vols obeir, si trobes que tota l'acció és incorrecta o immoral, trenca totalment la teva relació amb l'acció
15. No fer que la teva participació condicioni als teus companys (o dels qui tu depenguis o ells depenguin), mentre estas involucrat en la campanya o et trobes a la presó, no esperis que et donin suport
16. No convertir-se en una de les causes de les disputes comunals
17. No prendre part en aquestes disputes, sinó només ajudar que es demostri qui té raó, en el cas de conflicte interreligiós, dona la teva vida per protegir (amb no-violència) els qui estan en perill a una i altra banda
18. Evitar les ocasions que puguin donar lloc a disputes comunals
19. No prendre part en les processons que puguin ferir la susceptibilitat religiosa de qualsevol comunitat